# BMC ADO17
BMC ADO17 är en serie personbilar, tillverkad av British Motor Corporation mellan 1964 och 1975.
ADO står för "Austin Drawing Office", vilket ger en tydlig vink om vem som styrde och ställde inom BMC.

## Bakgrund
Efter succén med Hundkojan och ADO16 var det dags för Alec Issigonis att bygga en stor familjebil efter samma principer. Den nya bilen skulle efterträda de konventionella Farina-modellerna. Motorn hämtades från företrädaren, men i övrigt hade de inget gemensamt. Från de mindre modellerna hämtades den hydrauliska Hydrolastic-fjädringen. Den kontroversiella karossen ritades av Issigonis själv, med viss finputsning av Pininfarina.
Den långa hjulbasen och karossens bredd gjorde bilen imponerande rymlig för sin storlek, men de udda proportionerna gav också upphov till dess engelska smeknamn ”Landkrabban”. I Sverige gick den under namnet ”Storkojan”.
Produktionen startade hösten 1964 men bilen blev, till skillnad från sina mindre syskonmodeller, ett misslyckande och kom aldrig i närheten av förväntade försäljningssiffror. För att kompensera för detta fortsatte BMC att bygga den gamla Farina-modellen, trots att dessa på grund av sin otidsenliga konstruktion inte var särskilt lönsamma att tillverka.
BMC hade planer på en lyxig Vanden Plas-version med det konventionella bagageutrymmet från Kimberley-modellen, men de låga försäljningssiffrorna stoppade sådana planer.
Produktionen av ADO17 uppgick till 373 356 bilar, av alla märken och versioner.

## 1800
Den första versionen hade en enkelt formgiven, närmast minimalistisk inredning.
Med Mark II-versionen från maj 1968 kom en något mer påkostad inredning och lite starkare motor. Fronten modifierades och baktill kom nya baklampor. Den nya varianten 1800 S hade en starkare tvåförgasarmotor från MGB. Automatlåda blev nu extrautrustning.
Den slutliga Mark III-versionen från mars 1972 fick återigen modifierad front och inredning, med en enklare version av Wolseleyns instrumentbräda.

### Austin 1800
Austin 1800 presenterades som första ADO17-modell i oktober 1964.
Mk II-versionen uppvisade ovanstående ändringar. S-modellen av Austin 1800 kom först våren 1969, ett år efter motsvarande Morris.
Mk III-versionen blev den sista utvecklingen och tillverkades fram till början av 1975.

### Morris 1800
Morris 1800 kom först halvannat år efter Austin-modellen, i mars 1966. Bortsett från grillen var bilarna identiska.
Även Mk II-versionen var identisk med Austin-modellen. Till skillnad från denna fanns Morrisen i S-version redan från maj 1968.
Mk III-versionen följde även den Austin-modellen till punkt och pricka.

### Wolseley 18/85
Wolseley-versionen av ADO17 presenterades först i mars 1967. Den skilde sig en hel del från de enklare modellerna. I fronten hittade man den traditionella Wolseley-kylaren och baktill fanns unika bakljus. Inredningen var lyxigare med läderklädsel och instrumentbräda i trä, med runda instrument. Servostyrning var standard och automatlåda kunde fås som extrautrustning.
Mk II-versionen kom först sommaren 1969, med bättre stolar och ytterligare påkostad inredning, samt en S-version som alternativ. Modellerna ersattes 1972 av Wolseley Six.

## 2200
Den sexcylindriga 2200-modellen ersatte tvåförgasarvarianten 1800 S i mars 1972. E6-motorn hade funnits i de australiska Tasman- och Kimberley-modellerna sedan ett par år och blev nu tillgänglig på andra marknader.
Bilarna tillverkades fram till början av 1975 och ersattes sedan av Leyland Princess.

### Austin 2200
Förutom den nya motorn var 2200:n identisk med 1800 Mk III. 

### Morris 2200
Och Morris 2200 var identisk med Austin-modellen.

### Wolseley Six
Wolseley Six fick återigen modifierad inredning, i övrigt var den lik sin fyrcylindriga föregångare.

## Australien
I enlighet med gammal australisk tradition tillverkades en pickup-version av ADO17, kallad Austin 1800 Utility.
Annars blev ADO17 ingen succé i Australien. Därför tog man lokalt fram en efterträdare, med ny front och traditionell akter med utbyggt bagageutrymme. Den fyrcylindriga B-motorn ansågs för liten för den australiska marknaden och därför tog man fram en sexcylindrig motor, baserad på Maxins E-motor med överliggande kamaxel. Det var första gången någon lyckats placera en radsexa på tvären i en personbil. 
Bilen tillverkades som Austin Tasman och den lyxigare Austin Kimberley mellan 1971 och 1974. Den exporterades till Nya Zeeland, där den såldes under Morris-namnet. Bilen efterträddes av den inhemskt konstruerade Leyland P76.

## Bilder

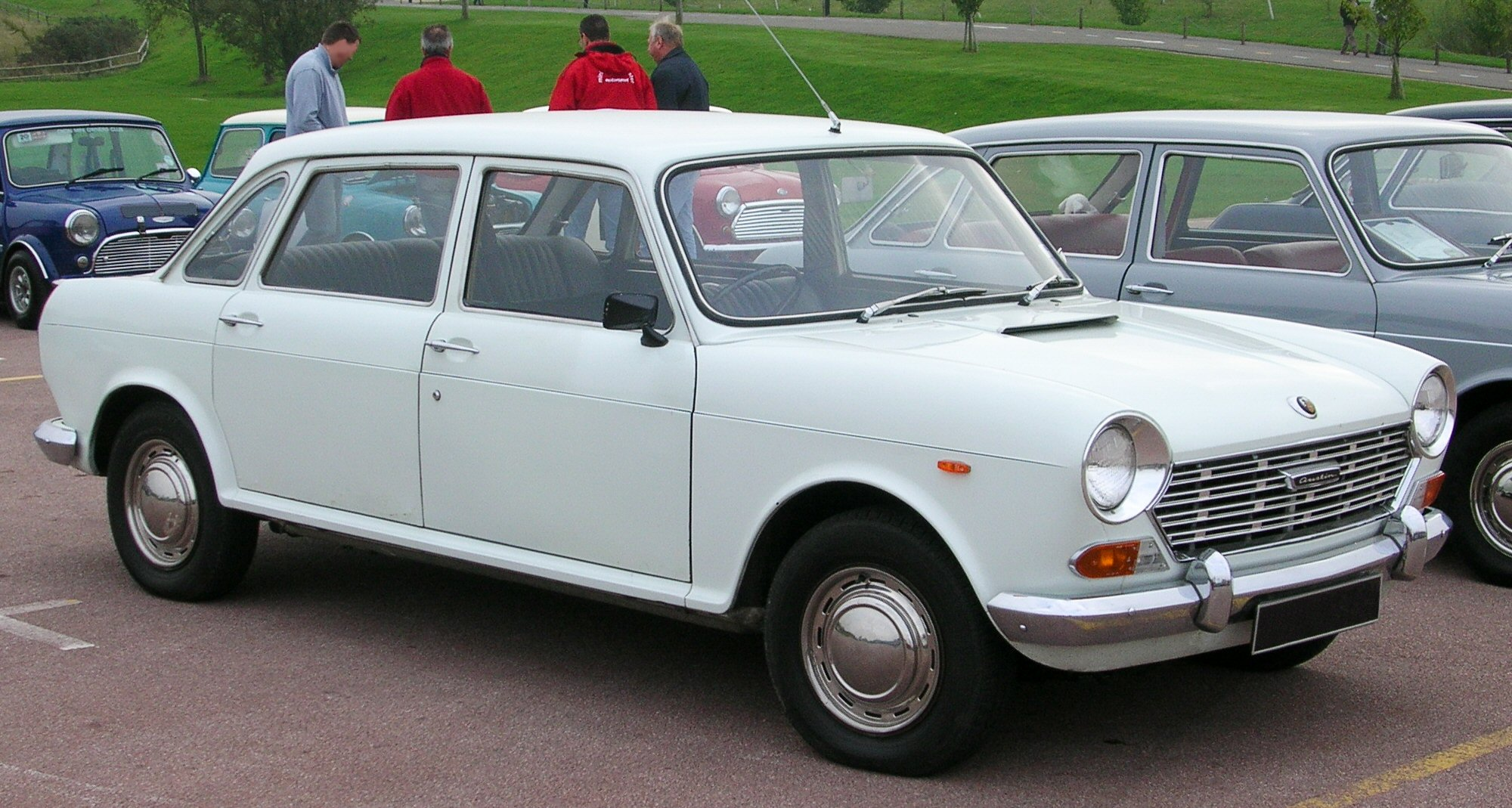
Austin 1800
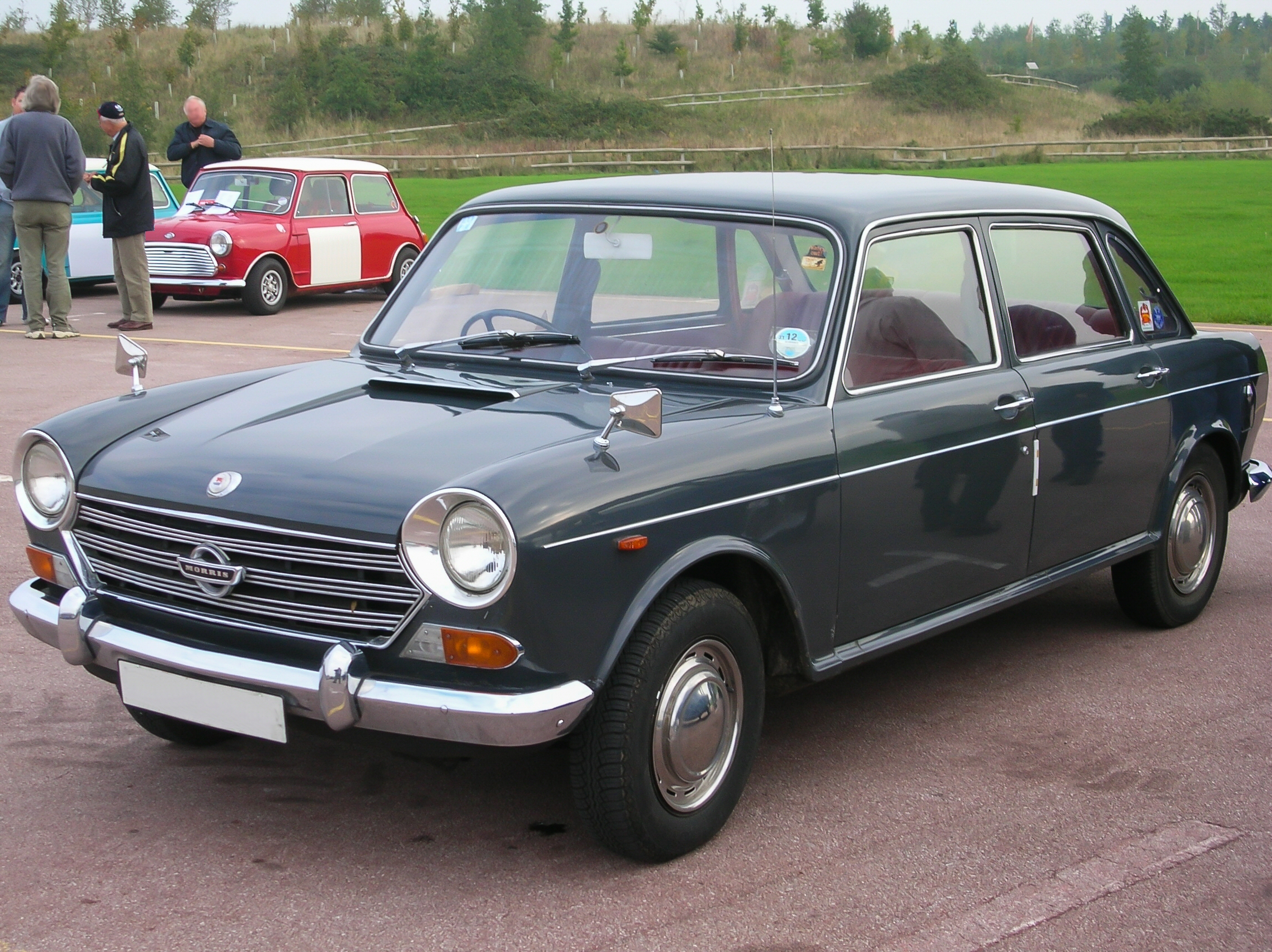
Morris 1800
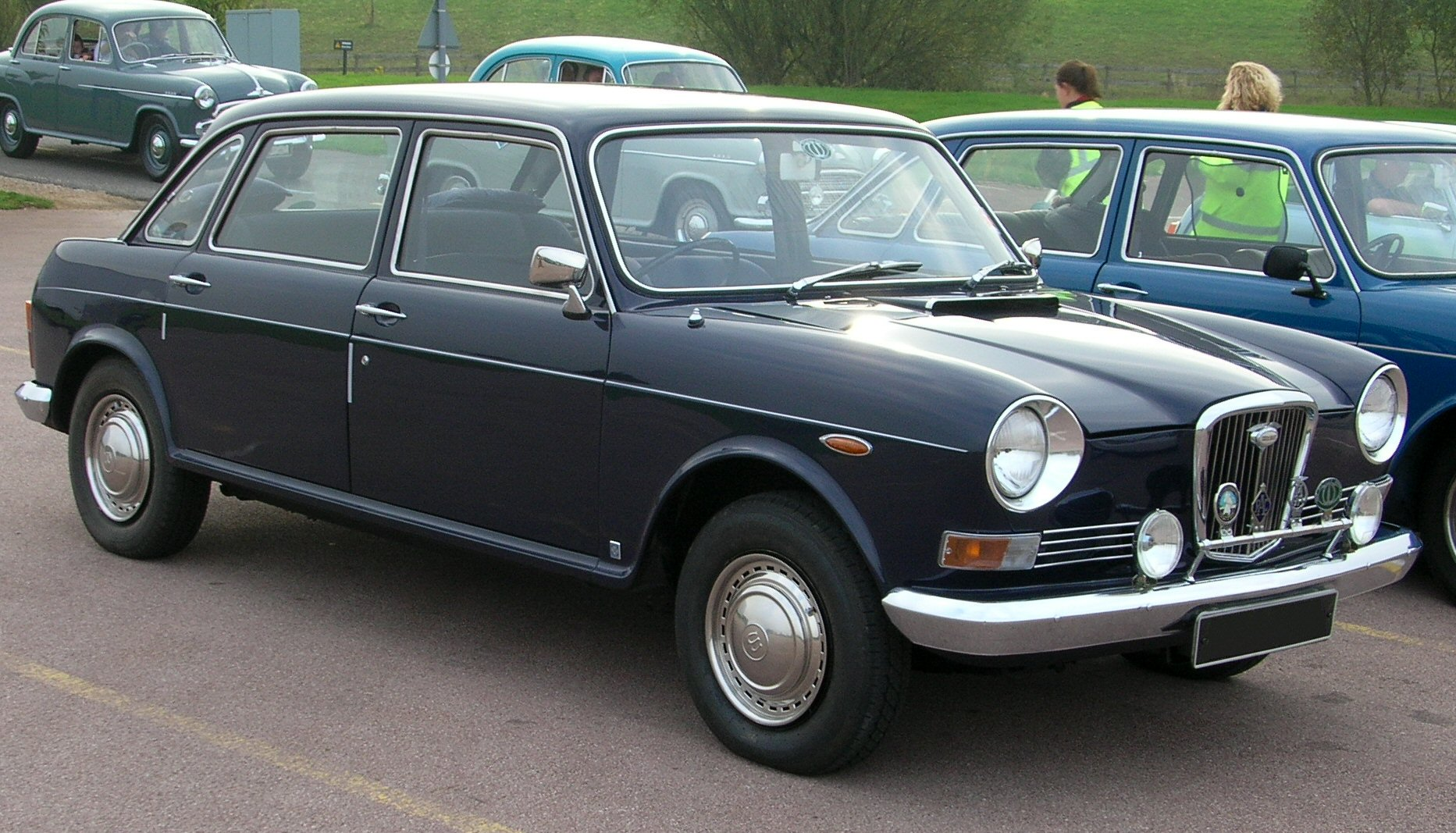
Wolseley Six

## Motor
1800:n var försedd med BMC:s B-motor, som varit i produktion sedan 1947. Motorn var tvärställd, placerad ovanpå växellådan. Motor och växellåda hade gemensamt smörjsystem, vilket krävde täta oljebyten för att fungera bra. 
2200:ns sexcylindriga E6-motor baserades på Austin Maxis motor med överliggande kamaxel. 
| Modell | Motor               | Cylindervolym | Effekt   | Bränslesystem       |
| ------ | ------------------- | ------------- | -------- | ------------------- |
| 1800   | 4-cyl radmotor ohv  | 1798 cm³      | 80-86 hk | Enkel SU förgasare  |
| 1800 S | 4-cyl radmotor ohv  | 1798 cm³      | 96 hk    | Dubbla SU förgasare |
| 2200   | 6-cyl radmotor SOHC | 2227 cm³      | 110 hk   | Dubbla SU förgasare |